# Chiesa di San Policarpo (Bobbio)

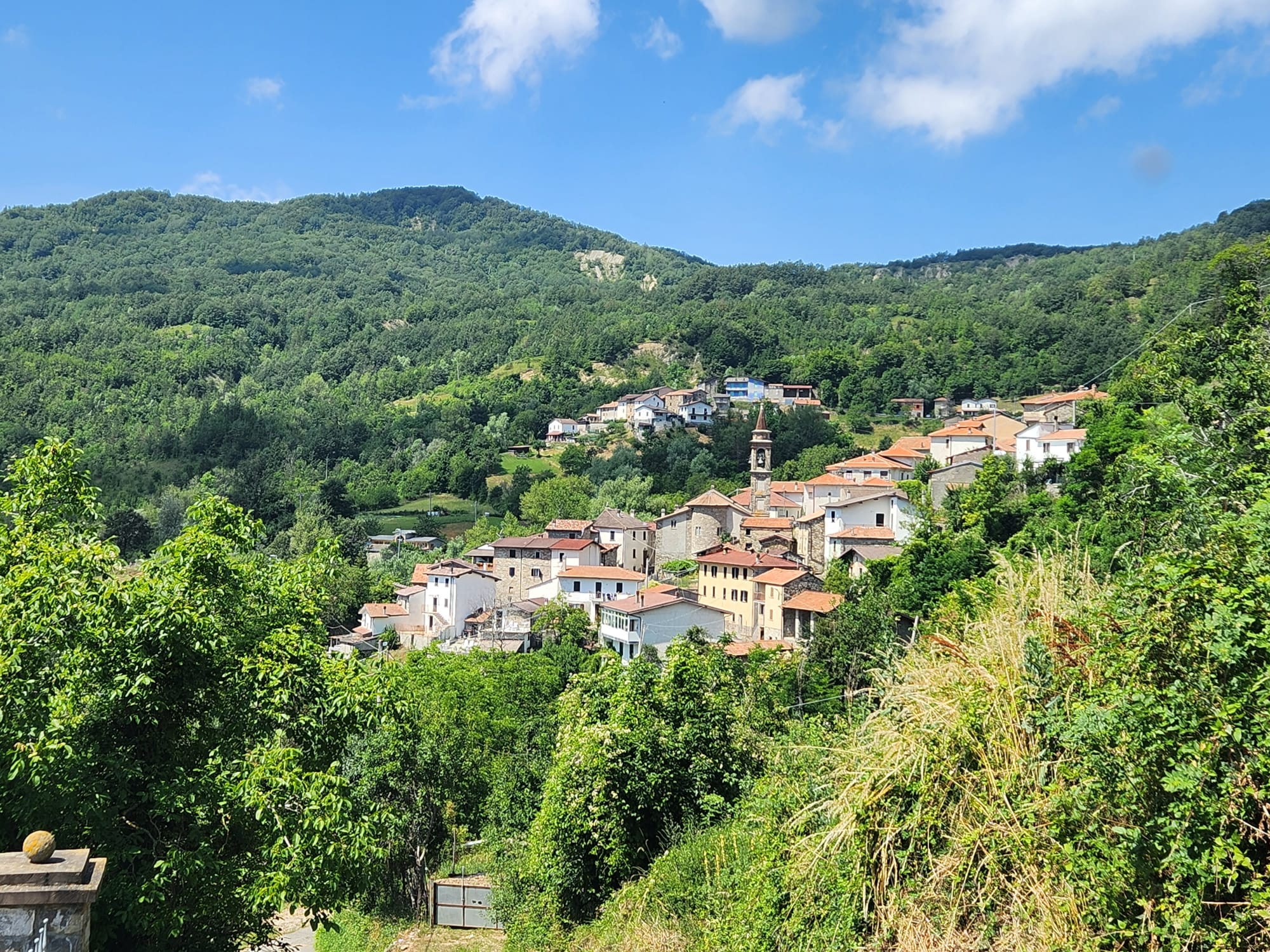
Veduta panoramica di Ceci di Bobbio. Al centro dell'abitato si distingue il campanile della Chiesa di San Policarpo

La chiesa di San Policarpo è una chiesa parrocchiale del vicariato di Bobbio, Alta Val Trebbia, Aveto e Oltre Penice della diocesi di Piacenza-Bobbio, situata nella frazione di Ceci di Bobbio in provincia di Piacenza.

## Generalità
L'attuale chiesa parrocchiale venne eretta come chiesa della cella monastica di Ceci (ant. Ceuce), fondata nel IX secolo e dipendente dal monastero di Bobbio. Nel 1153 vi è la prima testimonianza dell'attuale edificio religioso dedicato a San Policarpo, a cui si aggiunse la dedicazione a Santa Maria Maddalena, cui era dedicata una cappella che scomparve. Nel XV secolo per un lungo periodo la parrocchia era amministrata, assieme alle parrocchie di Dezza e San Cristoforo, da un unico parroco residente a Dezza. Venne eretta a parrocchia autonoma nel 1749. La parte più antica è la navata centrale, mentre vennero aggiunte nel 1744 la navata di sinistra e nel 1938 quella di destra. Il coro venne ampliato nel 1871, mentre la torre campanaria è del 1903.